# Сан Анселмо (Калифорнија)
Сан Анселмо (енгл. San Anselmo) град је у америчкој савезној држави Калифорнија. По попису становништва из 2010. у њему је живело 12.336 становника.

## Демографија
Према попису становништва из 2010. у граду је живело 12.336 становника, што је 42 (0,3%) становника мање него 2000. године.
| Група             | 2000.          | 2010.          |
| Белци             | 11.011 (89,0%) | 10.663 (86,4%) |
| Афроамериканци    | 130 (1,1%)     | 106 (0,9%)     |
| Азијати           | 361 (2,9%)     | 437 (3,5%)     |
| Хиспаноамериканци | 513 (4,1%)     | 717 (5,8%)     |
| Укупно            | 12.378         | 12.336         |